# Lee Hyo-jung
 Der er for få eller ingen kildehenvisninger i denne artikel, hvilket er et problem. Du kan hjælpe ved at angive troværdige kilder til de påstande, som fremføres i artiklen.

Lee Hyo-jung (født 13. januar 1981 i Seoul) er en sydkoreansk badmintonspiller. Hendes største internationale sejr, var da hun repræsenterede Sydkorea under Sommer-OL 2008 i Beijing, Kina hvor hun vandt en guldmedalje i mixed dobbel sammen med Lee Yong-dae, og sølv i dobbel kvinder sammen med Lee Kyung-won.
1. ↑  Navnet er anført på svensk og stammer fra Wikidata hvor navnet endnu ikke findes på dansk.
2. ↑  Navnet er anført på svensk og stammer fra Wikidata hvor navnet endnu ikke findes på dansk.